# Vusi Ximba
Vusi Ximba (1939 - 2011) là một nhạc sĩ, nhà sáng tác, diễn viên hài và là nhà văn châm biếm người Nam Phi nổi tiếng với phong cách âm nhạc, truyện tranh và những màn trình diễn giống như tiểu phẩm.
Ông sinh ra và lớn lên ở Mandini, phía bắc KwaZulu-Natal. Sau đó ông chuyển đến KwaSwayimane ở Pietermaritzburg, nơi ông ở cho đến khi qua đời vào ngày 2 tháng 2 năm 2011.

## Tranh cãivà bị cấm
Ở thời kỳ đỉnh cao của sự nghiệp, ông đã vấp phải những tranh cãi liên quan đến việc sử dụng ngôn từ khiếm nhã trong âm nhạc và biểu diễn tiểu phẩm của mình. SABC đã quyết định cấm hầu hết các bài hát của ông trên các đài phát thanh như Ukhozi FM, đây là đài duy nhất có thể phát thể loại của ông vào thời điểm đó.